# Léna Kandissounon
Léna Kandissounon (née le 26 novembre 1998 à Brest), est une athlète française, spécialiste du 800 mètres. 

## Biographie
D'un père originaire du Bénin, elle naît à Brest et elle grandit à Aulnay-sous-Bois (qu'elle quitte en 2019 pour revenir en Bretagne).
Elle remporte les championnats de France en salle 2021 en 2 min 5 s 56.
Fin juillet 2023, elle remporte le titre du 800 mètres des championnats de France à Albi.

## Palmarès
| Date | Compétition                     | Lieu    | Résultat | Épreuve    | Temps        |
| ---- | ------------------------------- | ------- | -------- | ---------- | ------------ |
| 2020 | Championnats de France en salle | Liévin  | 3e       | 800 mètres | 2 min 8 s 46 |
| 2020 | Championnats de France          | Albi    | 3e       | 800 mètres | 2 min 5 s 30 |
| 2021 | Championnats de France en salle | Miramas | 1re      | 800 mètres | 2 min 5 s 56 |
| 2023 | Championnats de France en salle | Aubière | 2e       | 800 mètres | 2 min 5 s 82 |
| 2023 | Championnats de France          | Albi    | 1re      | 800 mètres | 2 min 2 s 00 |
| 2024 | Championnats de France en salle | Miramas | 2e       | 800 mètres | 2 min 2 s 24 |
| 2025 | Championnats de France en salle | Miramas | 3e       | 800 mètres | 2 min 5 s 47 |

| Date | Compétition           | Lieu | Résultat | Épreuve    | Temps         |
| ---- | --------------------- | ---- | -------- | ---------- | ------------- |
| 2024 | Championnats d'Europe | Rome | 4e       | 800 mètres | 1 min 59 s 81 |

## Records
| Épreuve    | Épreuve   | Temps         | Lieu         | Date           |
| ---------- | --------- | ------------- | ------------ | -------------- |
| 800 mètres | Plein air | 1 min 59 s 65 | Paris        | 9 juin 2023    |
| 800 mètres | Salle     | 2 min 1 s 31  | Val-de-Reuil | 4 février 2023 |